# Andrzej Malicki (lekkoatleta)

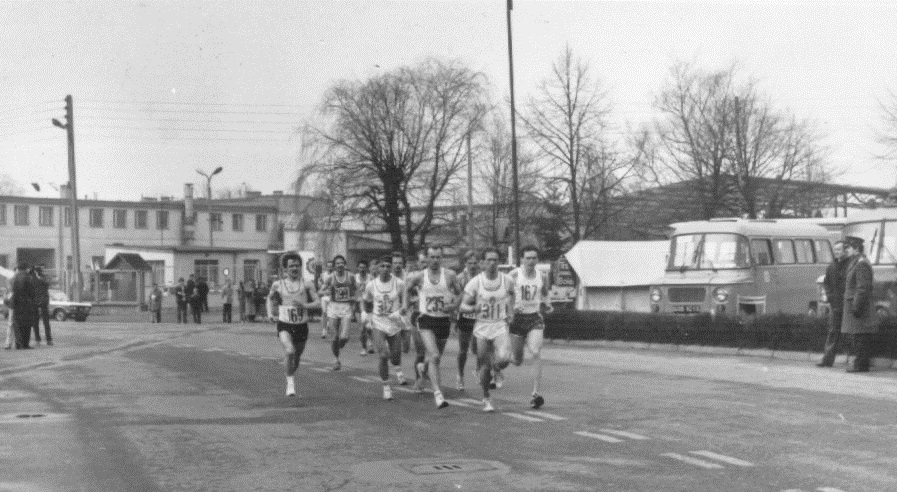
Maraton Dębno 1986 r. - A.Malicki po prawej, z numerem startowym 167

Andrzej Malicki (ur. 16 maja 1960 w Sidrze na Podlasiu) – polski lekkoatleta, maratończyk. Rekord życiowy w maratonie 2:15:20. Obecnie przedsiębiorca.
Absolwent Akademii Rolniczo-Technicznej w Olsztynie kierunek geodezja, to w barwach AZS Olsztyn zdobył najważniejsze trofea. Od 1979 mieszka w Olsztynie. Jego karierę sportową w szczytowym momencie zakończył wypadek, biegacz w 1988 roku został potrącony przez samochód. Nie udało mu się wrócić do sportu w charakterze zawodnika, jednak dzielił się swoją wiedzą i doświadczeniem jako trener. Przez wiele lat kierował Amatorskim Klubem Maratończyka w Olsztynie. Obecnie prowadzi prywatne przedsiębiorstwo.

## Najważniejsze występy na zawodach i wyniki
- 7. Międzynarodowy Maraton Pokoju Warszawa 1985 – zwycięstwo z czasem 2:20:29[5][6][7][8]
- XXI Międzynarodowy Maraton, Mistrzostwa Polski 1986 Dębno[9] – 16. miejsce z czasem 2:15:20 (rekord życiowy)
- Mistrzostwa Polski Seniorów w Lekkoatletyce 1987 – brązowy medal w biegu przełajowym na 12 km[10][11][12]
- 26 Internatonale Tusem Essen Maraton 1988 (obecnie RWE AG Marathon) - złoty medal z czasem - 2:24:16[13]